# Samet Geyik
Samet Geyik (Magnesia, 12 gennaio 1993) è un cestista turco.